# Katolický dům (Žarošice)
Katolický dům v Žarošicích, také nazývaný krátce Kaťák, byl postaven v roce 1931 nákladem Družstva lidového a poutního domu v Žarošicích, založeného pro tento účel. Slouží pro konání společenských a kulturních akcí, ale jeho součástí byla od počátku také restaurace, v jejímž provozování se vystřídala řada nájemníků – nejprve Tomáš Galla, Osvald a Blažena Koneční (od roku 1946), Karel Trtílek (od roku 1948), Jan Fila, družstvo Vzlet (od roku 1952), František Jemelka, Vladimír Pištěk a Karel Hojač (do roku 1958, kdy byly restaurační prostory využity jako kanceláře místního národního výboru). V bočním křídle se nacházel velký sál s jevištěm, který v roce 1975 zčásti vyhořel, a tělocvična Orla, později přeměněná na prodejnu.
Po listopadu 1989 jej postupně vlastnilo několik majitelů, až jej roce 1997 zakoupila společnost Večeřa – Meliorace, v. o. s. Po rekonstrukci v letech 1999 až 2000 se v přízemí nachází pivnice a restaurace, k dispozici je rovněž společenský sál s 220 místy k sezení a galerií a penzion pro 20 osob.